# Villaviciosa (Abra)
Villaviciosa é um município de  quinta classe de renda municipal (d) na província Abra, nas Filipinas. De acordo com o censo de 1 de maio  de  2020 possui uma população de 5 675 pessoas e 1 367 domicílios.